# Popovice (Šebířov)
Popovice (německy Popowitz) jsou malá vesnice, část obce Šebířov v okrese Tábor v Jihočeském kraji. Nachází se asi 2,5 kilometru severozápadně od Šebířova. Popovice leží v katastrálním území Záříčí u Mladé Vožice o výměře 2,9 km².

## Historie
První písemná zmínka o vesnici pochází z roku 1523.

## Obyvatelstvo
| Rok            | 1869 | 1880 | 1890 | 1900 | 1910 | 1921 | 1930 | 1950 | 1961 | 1970 | 1980 | 1991 | 2001 | 2011 | 2021 |
| -------------- | ---- | ---- | ---- | ---- | ---- | ---- | ---- | ---- | ---- | ---- | ---- | ---- | ---- | ---- | ---- |
| Počet obyvatel | 54   | 62   | 56   | 53   | 50   | 54   | 50   | 29   | 36   | 31   | 28   | 26   | 29   | 17   | 15   |
| Počet domů     | 9    | 9    | 10   | 10   | 8    | 8    | 8    | 8    | 8    | 8    | 7    | 8    | 8    | 8    | 8    |

## Obecní správa
Při sčítání lidu v letech 1850–1929 Popovice byly osadou obce Šebířov v okrese Tábor. V letech 1930–1963 byly osadou obce Záříčí u Mladé Vožice, se kterým patřily nejprve do okresu Tábor, ale v roce 1950 v okrese Votice. Od roku 1964 je opět částí obce Šebířov v okrese Tábor.